# Caletodraco
Caletodraco (il cui nome significa "drago dei Caleti") è un genere estinto di dinosauro abelisauride furileusauro vissuto nel Cretaceo superiore (Cenomaniano), in quelli che oggi sono i gessi del Pays de Caux, Francia. Il genere contiene una singola specie, la specie tipo Caletodraco cottardi, che rappresenta il primo furileusauro definitivo scoperto e nominato al di fuori del Sud America.

## Scoperta e denominazione
L'esemplare olotipo, MHNH 2024.1.1., venne raccolto da Nicolas Cottard durante due spedizioni separate nel 2021 e nel 2023, e comprende un sacro, un ilio incompleto, la prima vertebra caudale e varie ossa mal conservate, forse delle costole. Un dente trovato nella stessa località potrebbe appartenere al genere o ad un altro taxon.
Caletodraco venne descritto come un nuovo genere e specie di abelisauride nel 2024. Il nome del genere, Caletodraco, combina il nome dei Caleti, la tribù celtica che viveva nell'area attorno alla località tipo in Normandia, Francia, con la parola latina draco, che significa "drago". Il nome della specie, cottardi, rende omaggio a Nicolas Cottard, che scoprì l'esemplare e lo donò al museo dove è ora conservato.

## Descrizione

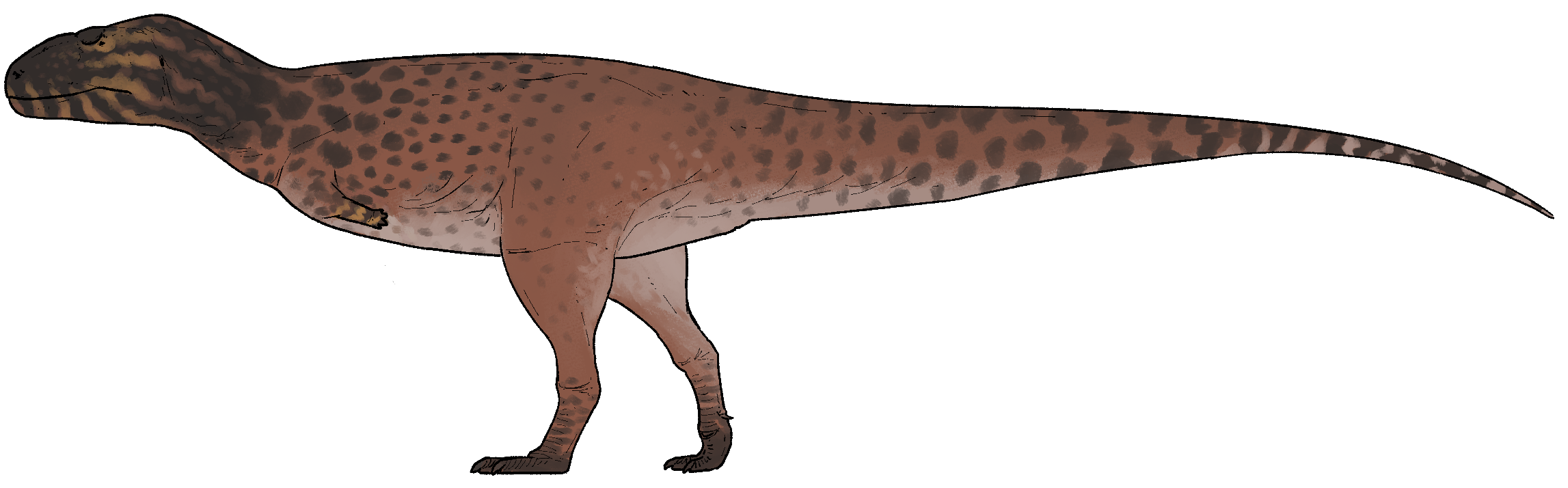
Ricostruzione artistica di C. cottardi

L'olotipo di Caletodraco è simile per dimensioni generali alle ossa corrispondenti di Skorpiovenator. L'ileo di entrambi i taxa misura circa 70 centimetri, con la lunghezza del primo centro vertebrale caudale di circa 10 centimetri. Poiché Skorpiovenator è noto da uno scheletro piuttosto completo con una lunghezza totale stimata di 6 metri, si può supporre che Caletodraco avesse dimensioni simili. La forma del processo trasverso sulla vertebra caudale è un'autapomorfia che distingue Caletodraco da tutti gli altri abelisauridi.

## Classificazione
Caletodraco è stato assegnato dai suoi descrittori al sottoclade di Abelisauridae, Furileusauria. Il primo furileusauro definitivo scoperto e descritto al di fuori del Sud America, nonché uno dei più antichi conosciuti, probabilmente insieme a Genusaurus del Cretaceo inferiore anch'esso dalla Francia. Ciò suggerisce una biogeografia più complessa degli abelisauri europei di quanto precedentemente ipotizzato.